# Death Warrant
Death Warrant es una película estadounidense de acción y suspenso de 1990. 
Protagonizada por Jean-Claude Van Damme, fue escrita por David S. Goyer mientras estudiaba en la Universidad del Sur de California. Death Warrant se estrenó el 14 de septiembre de 1990 y recaudó un estimado de $46.6 millones de dólares a nivel mundial.

## Argumento
Después de una investigación, el detective de la policía canadiense Louis Burke (Van Damme) se enfrenta a un psicópata sospechoso de varios asesinatos apodado el “Sandman” ("Hombre de Arena"). Durante un enfrentamiento en una casa abandonada, el “Sandman” se encontró cerca de matar a Burke, pero éste logra detenerlo con varios disparos de arma de fuego. Dieciséis meses más tarde, Burke se une a un grupo especial reunido por el gobernador para investigar una serie de muertes inexplicables en una Penitenciaría. Mientras Burke se hace pasar por un preso, la abogada Amanda Beckett actúa como su esposa. En la penitenciaría, Burke se ve obligado a sobrevivir en un ambiente sumamente hostil. Burke entabla amistad con algunos de los reclusos, entre ellos el veterano Hawkins y un influyente sujeto apodado “The Priest” (El Sacerdote). 
Mientras más presos son misteriosamente asesinados, el compañero de celda de Burke también es asesinado, y el guardia de la prisión pone a Burke en confinamiento solitario, donde es interrogado y golpeado. Misteriosamente, el peligroso psicópata “Sandman” termina en la misma Penitenciaría. La investigación de Burke arroja que los prisioneros están siendo asesinados por sus órganos vitales. Fuera de la prisión, Amanda Beckett asiste a una fiesta ofrecida por Tom Vogler, el fiscal de distrito. Mientras ella trata de informarlo acerca de la investigación de los asesinatos en la prisión, Beckett recibe una llamada de su ayudante, que identifica a Keane (un secuaz de Vogler) como el hombre detrás de los asesinatos, en los que también participan el Dr. Gottesman, un cirujano que cosecha los órganos para venderlos a las personas que están en extrema necesidad de trasplantes y lucrar con ello. Las sospechas del asistente de Beckett se confirman cuando Vogler intenta acabar con ella. Después de que en la prisión se descubre que Burke es policía, intenta un escape, pero es perseguido por el “Sandman” y cientos de presos que han sido liberados y armados. Burke y el “Sandman” se miden en un final enfrentamiento mano a mano, en el que Burke intenta deshacerse finalmente de él para después ir tras Vogler, Keane, y Gottesman.

## Reparto
| Actor                  | Personaje                      |
| ---------------------- | ------------------------------ |
| Jean-Claude Van Damme  | Detective Louis Burke          |
| Robert Guillaume       | Hawkins                        |
| Cynthia Gibb           | Amanda Beckett                 |
| George Dickerson       | Tom Vogler                     |
| Art LaFleur            | Sargento DeGraf                |
| Patrick Kilpatrick     | Christian "The Sandman" Naylor |
| Abdul Salaam El-Razzac | Sacerdote                      |
| Armin Shimerman        | Dr. Gottesman                  |
| Joshua John Miller     | Douglas Tisdale                |
| Larry Hankin           | Mayerson                       |
| Hank Stone             | Romaker                        |
| Conrad Dunn            | Konefke                        |
| Joe Dassa              | Policía con preso              |